# Apulanta
Apulata — фінський рок-гурт, що був утворений в 1991 році.

## Учасники

### Теперішній склад
- Тоні Віртанен
- Сімо «Sipe» Сантапуккі
- Самі Лехтінен (з 2005)

### Засновники
- Тоні Віртанен (вокал, гітара)
- Сімо «Sipe» Сантапуккі (перкурсія)
- Антті Лаутала (з 1994 вокал, гітара)

### Тимчасові учасники
- Аманда «Mandy» Гаунор (1992 — 1993)
- Туукка Темонен (1993 — 2004)

## Дискографія

### Студійні альбоми
- 1994 — Attack of the A.L. People
- 1996 — Ehjä
- 1997 — Kolme
- 1998 — Aivan kuin kaikki muutkin
- 2000 — Plastik
- 2001 — Heinola 10
- 2002 — Hiekka
- 2005 — Kiila
- 2007 — Eikä vielä ole edes ilta
- 2008 — Kuutio

### EP
- 1993 — Mikä ihmeen Apulanta?
- 1994 — T.S. & A.L.
- 1994 — Tuttu TV:stä
- 1995 — Hajonnut
- 1998 — Teit meistä kauniin
- 1998 — Hallaa
- 1999 — Torremolinos 2000
- 2000 — Maanantai
- 2004 — Pudota
- 2005 — Armo
- 2008 — Kesä

### Сингли
- 1996 — Anna mulle piiskaa
- 1997 — Mato
- 1997 — Mitä vaan
- 1997 — Liikaa
- 1999 — Käännä se pois A
- 1999 — Käännä se pois B
- 2000 — Ei yhtään todistajaa
- 2001 — Viivakoodit
- 2001 — Reunalla
- 2001 — Kadut
- 2002 — Saasta
- 2003 — Hiekka
- 2004 — Jumala
- 2005 — Pahempi toistaan
- 2006 — Koneeseen Kadonnut

### Альбоми англійською
- Apulanta (2001/2002)
- Viper Spank (2000/2003)

### DVD
- Liikkuvat kuvat (українською «Картинки, що рухаються», 2002)
- Kesäaine («Літні речі», 2006)